# Ekosocializem
Ékosocialízem ali zelêni socialízem je leva ideologija, ki povezuje socialistične vrednote in vrednote zelenih politik.
Ekosocialisti verjamejo, da je kapitalistični sistem privedel do onesnaževanja okolja, socialne neenakosti in revščine. Po mnenju ekosocialistov gre pri kapitalizmu za imperialistične želje velesil.
Ekosocialisti menijo, da je kapitalistični gospodarski sistem v osnovi nezdružljiv z načelom trajnosti in zelenega prehoda. Po tej logiki se tržno zasnovane rešitve za ekološke krize (kot sta okoljska ekonomija in zelena ekonomija) zavračajo kot tehnični popravki, ki se ne soočajo s strukturnimi napakami kapitalizma.
Ekosocialisti zagovarjajo razgradnjo kapitalizma, osredotočanje na skupno lastništvo proizvodnih sredstev s strani svobodno združenih proizvajalcev in ponovno vzpostavitev skupnega lastništva.   

## Zgodovina
1880-1930
Ekosocialisti so ponovno pregledali Marxove spise in prišli do zaključka, da naj bi bil Marx prvi, ki je imel ekološki pogled na svet. Kljub temu obstajajo ekosocialisti, ki menijo, da je Marx imel pomanjkljiv ekološki pogled.
Zeleno usmerjeni so obstajali tudi med vrstami Boljševikov, a je take ljudi Komunistična partija Sovjetske zveze navadno dala odstraniti.
William Morris, angleški romanopisec, pesnik in oblikovalec, je v veliki meri zaslužen za razvoj ključnih načel tega, kar so kasneje poimenovali ekosocializem.